# カナダカワウソ
カナダカワウソ（Lontra canadensis）は、食肉目イタチ科カナダカワウソ属に分類される食肉類。カナダカワウソ属の模式種。

## 分布
アメリカ合衆国、カナダ。プリンス・エドワード島では絶滅。メキシコでは1950年代にコロラド川やリオ・グランデ川では見られなくなったとされるが、近年ではタマウリパス州で記録がある。
模式標本の産地（基準産地・タイプ産地・模式産地）はカナダ東部。

## 形態
体長66 - 107センチメートル、尾長32 - 46センチメートル。体重5 - 13.7キログラム。背面は濃褐色だが、濃黒褐色や灰褐色・赤みをおびるなど変異が大きい。腹面は淡灰褐色。下顎や喉は黄白色で、この明色部が耳に達する個体もいる。毛色は淡褐色から暗褐色。腹部は淡く灰色がかる。
吻端の体毛で被われない裸出部（鼻鏡）はスペード型。染色体数は2n=38。

## 分類
以下の分類はMSW3 (Wozencraft, 2005) に、分布はLariviere & Walton (1998) に従う。
Lontra canadensis canadensis (Schreber, 1777)
Lontra canadensis kodiacensis (Goldman, 1935)
模式産地はアラスカ州Kodiak島。
Lontra canadensis lataxina (Cuvier, 1823)
模式産地はサウスカロライナ州。
Lontra canadensis mira (Goldman, 1935)
模式産地はプリンス・エドワード島。
Lontra canadensis pacifica (Allen, 1898)
模式産地はワシントン州Keechelus湖
Lontra canadensis periclyzomae (Elliot, 1905)
模式産地はクイーンシャーロット諸島。
Lontra canadensis sonora (Rhoads, 1898)
模式産地はアリゾナ州。

## 生態
内陸部の河川や湖・湿原・海岸などに生息する。餌となる魚が豊富な河川、湖沼、河口、海岸の近くに生息する。
主に魚類を食べるが、カエル類などの両生類やザリガニ類などの甲殻類も食べる。小型哺乳類、鳥類、爬虫類、軟体動物、果実なども食べる。主に魚類、カエル、カニやザリガニなどの甲殻類、小さな哺乳類などを食べる。鳥類を捕食することもある。
捕食者としてシャチ・アメリカアリゲーター・アメリカワニなどが挙げられる。
繁殖様式は胎生。発情期間は42 - 46日。妊娠期間は10 - 12か月だが、受精卵の着床が遅延する期間も含まれている。実質的な妊娠期間は61 - 63日。1回に通常1 - 3頭の幼獣を産む。生後30 - 38日で開眼し、生後9 - 10週間で固形物を食べるようになる。生後5 - 6週間で遊び始めるようになる。野生下では13年、飼育下では25年の生存例がある。

## 環境への影響
カナダカワウソは水陸を行き来する生態のため、どちらにも少なからぬ影響を与える。それは捕食者な獲物としての働きだけではなく、糞を介した間接的な働きもある。例えばカナダ太平洋岸の個体群は陸で用を足すことで、水界由来の栄養を陸界へと輸送する役割がある。このおかげで一帯の陸棲鳥類は他の地域よりも多くの個体数を維持できるが、その反面、豊かな環境を巡って他種同士の競争が激化を招いてしまう。結果的には「個体数は多いけれども多様性に欠く生態系」を本種が作り出している。

## 人間との関係
20世紀初頭には開発による生息地の破壊、水質汚染、乱獲により生息数は減少した。近年でも鉱業での廃水による水質汚染、沿岸部では石油流出などによる影響が懸念されている。生息する環境の改善や再導入などの対策が進められ、生息数は安定傾向にあると考えられている。1977年にカワウソ亜科単位でワシントン条約附属書IIに掲載されている。
土地開発による生息地の消滅や、農業などによる水質の汚染により生息数は減少している。毛皮貿易のための捕獲も脅威と見なされている。食物を通して蓄積される環境ホルモンなどの有害物質による影響も懸念されている。